# Hans Aichele
Hans Aichele (n. 2 noiembrie 1911, Baden, cantonul Aargau, Elveția – d. septembrie 1946) a fost un bober ce a reprezentat Elveția, medaliat olimpic. A participat la o ediție a Jocurilor Olimpice (1936) în care a câștigat o medalie de argint.

## Participări
Lista de mai jos prezintă principalele competiții la care a participat Hans Aichele de-a lungul carierei.
- bobsleigh at the 1936 Winter Olympics – four-man[*]